# Prix Imprudence
Groupe III
Le Prix Imprudence est une course de Groupe III réservée aux pouliches de trois ans. L'épreuve a lieu sur une distance de 1 400 mètres et se déroule en avril.
Depuis 2021, la course a lieu sur l'hippodrome de Deauville, en raison de la fermeture de l'hippodrome de Maisons-Laffitte,.

## Histoire
La jument Imprudence, victorieuse des 1000 guinées et de la Poule d'essai des pouliches en 1947 a donné son nom à la course.
L'épreuve s'est tenue sur l'hippodrome de Maisons-Laffitte de 1949 à 2019 (sauf en 1995 et 1996 sur l'hippodrome d'Évry, en 2001 sur l'hippodrome de Longchamp et en 2018 sur l'hippodrome de Deauville).
Depuis 2021, la course a lieu sur l'hippodrome de Deauville-la Touques.
L'épreuve a lieu traditionnellement le même jour que le Prix Djebel, son pendant masculin, qui sont deux groupes III préparatoires aux Poules d'Essai.

## Palmarès[3]
| Année | Vainqueur                                                                                 | Pays                                                                                      | Père                                                                                      | Jockey                                                                                    | Entraîneur                                                                                | Propriétaire                                                                              | Deuxième                                                                                  | Troisième                                                                                 | Temps                                                                                     |
| ----- | ----------------------------------------------------------------------------------------- | ----------------------------------------------------------------------------------------- | ----------------------------------------------------------------------------------------- | ----------------------------------------------------------------------------------------- | ----------------------------------------------------------------------------------------- | ----------------------------------------------------------------------------------------- | ----------------------------------------------------------------------------------------- | ----------------------------------------------------------------------------------------- | ----------------------------------------------------------------------------------------- |
| 2025  | Better Together                                                                           | France                                                                                    | Oasis Dream                                                                               | Alexis Pouchin                                                                            | André Fabre                                                                               | Juddmonte Farms                                                                           | Ghoufrann                                                                                 | Daylight                                                                                  | 1'24"25                                                                                   |
| 2024  | Romantic Style                                                                            | Royaume-Uni                                                                               | Night of Thunder                                                                          | William Buick                                                                             | Charlie Appleby                                                                           | Godolphin                                                                                 | Ramatuelle                                                                                | Tamfana                                                                                   | 1'31"95                                                                                   |
| 2023  | Showay                                                                                    | France                                                                                    | Galiway                                                                                   | Anthony Crastus                                                                           | Patrice Cottier                                                                           | Haras de la Gousserie                                                                     | Ritournelle                                                                               | Spirit Gal                                                                                | 1'27"82                                                                                   |
| 2022  | Malavath                                                                                  | France                                                                                    | Mehmas                                                                                    | Christophe Soumillon                                                                      | Francis-Henri Graffard                                                                    | Everest Racing                                                                            | Zellie                                                                                    | Accakaba                                                                                  | 1'32"25                                                                                   |
| 2021  | Reina Madre                                                                               | France                                                                                    | Kingman                                                                                   | Christophe Soumillon                                                                      | Mauricio Delcher Sanchez                                                                  | Yeguada Centurion SL                                                                      | Sky Angel                                                                                 | Louliana                                                                                  | 1'25"12                                                                                   |
| 2020  | Course non disputée en raison des restrictions sanitaires dues à la pandémie de Covid-19. | Course non disputée en raison des restrictions sanitaires dues à la pandémie de Covid-19. | Course non disputée en raison des restrictions sanitaires dues à la pandémie de Covid-19. | Course non disputée en raison des restrictions sanitaires dues à la pandémie de Covid-19. | Course non disputée en raison des restrictions sanitaires dues à la pandémie de Covid-19. | Course non disputée en raison des restrictions sanitaires dues à la pandémie de Covid-19. | Course non disputée en raison des restrictions sanitaires dues à la pandémie de Covid-19. | Course non disputée en raison des restrictions sanitaires dues à la pandémie de Covid-19. | Course non disputée en raison des restrictions sanitaires dues à la pandémie de Covid-19. |
| 2019  | Watch Me                                                                                  | France                                                                                    | Olympic Glory                                                                             | Christophe Soumillon                                                                      | Francis-Henri Graffard                                                                    | Tamagni-Bodmer / Vannod                                                                   | Suphala                                                                                   | Jet Setteuse                                                                              | 1'28"09                                                                                   |
| 2018  | Cœur de Beauté                                                                            | France                                                                                    | Dabirsim                                                                                  | Stéphane Pasquier                                                                         | Mauricio Delcher-Sanchez                                                                  | Ahmed Mouknass                                                                            | Zonza                                                                                     | Talbah                                                                                    | 1'30"35                                                                                   |
| 2017  | Via Ravenna                                                                               | France                                                                                    | Raven's Pass                                                                              | Vincent Cheminaud                                                                         | André Fabre                                                                               | Haras de Saint Pair                                                                       | Thais                                                                                     | Silver Storm                                                                              | 1'25"80                                                                                   |
| 2016  | Spectre                                                                                   | France                                                                                    | Siyouni                                                                                   | Pierre-Charles Boudot                                                                     | Markus Munch                                                                              | MM Racing                                                                                 | Midweek                                                                                   | Rosay                                                                                     | 1'27"60                                                                                   |
| 2015  | Ervedya                                                                                   | France                                                                                    | Siyouni                                                                                   | Christophe Soumillon                                                                      | Jean-Claude Rouget                                                                        | Écurie Aga Khan                                                                           | Ameenah                                                                                   | Queen Bee                                                                                 | 1'28"27                                                                                   |
| 2014  | Xcellence                                                                                 | France                                                                                    |                                                                                           | Cristian Demuro                                                                           | François Doumen                                                                           | Henri de Pracotmal                                                                        |                                                                                           |                                                                                           | 1:27.40                                                                                   |
| 2013  | What a Name                                                                               | France                                                                                    |                                                                                           | Christophe Lemaire                                                                        | Mikel Delzangles                                                                          | Mohammed Al Thani                                                                         |                                                                                           |                                                                                           | 1:26.67                                                                                   |
| 2012  | Mashoora                                                                                  | France                                                                                    |                                                                                           | Christophe Soumillon                                                                      | Jean-Claude Rouget                                                                        | Hamdan Al Maktoum                                                                         |                                                                                           |                                                                                           | 1:26.50                                                                                   |
| 2011  | Moonlight Cloud                                                                           | France                                                                                    |                                                                                           | Davy Bonilla                                                                              | Freddy Head                                                                               | George Strawbridge                                                                        |                                                                                           |                                                                                           | 1:26.10                                                                                   |
| 2010  | Joanna                                                                                    | France                                                                                    |                                                                                           | Christophe Soumillon                                                                      | Jean-Claude Rouget                                                                        | Hamdan Al Maktoum                                                                         |                                                                                           |                                                                                           | 1:28.60                                                                                   |
| 2009  | Elusive Wave                                                                              | France                                                                                    |                                                                                           | Christophe Lemaire                                                                        | Jean-Claude Rouget                                                                        | Martin Schwartz                                                                           |                                                                                           |                                                                                           | 1:23.60                                                                                   |
| 2008  | Natagora                                                                                  | France                                                                                    |                                                                                           | Christophe Lemaire                                                                        | Pascal Bary                                                                               | Stefan Friborg                                                                            |                                                                                           |                                                                                           | 1:29.90                                                                                   |
| 2007  | Magic America                                                                             | France                                                                                    |                                                                                           | Johnny Murtagh                                                                            | Criquette Head                                                                            | Tony Ryan                                                                                 |                                                                                           |                                                                                           | 1:24.50                                                                                   |
| 2006  | Mauralakana                                                                               | France                                                                                    |                                                                                           | Ioritz Mendizabal                                                                         | Jean-Claude Rouget                                                                        | Maurice Hassan                                                                            |                                                                                           |                                                                                           | 1:30.20                                                                                   |
| 2005  | Valima                                                                                    | France                                                                                    |                                                                                           | Christophe Soumillon                                                                      | André Fabre                                                                               | Écurie Aga Khan                                                                           |                                                                                           |                                                                                           | 1:30.40                                                                                   |
| 2004  | Onda Nova                                                                                 | France                                                                                    |                                                                                           | Stéphane Pasquier                                                                         | Dominique Sépulchre                                                                       | Écurie Niarchos                                                                           |                                                                                           |                                                                                           | 1:32.20                                                                                   |
| 2003  | Six Perfections                                                                           | France                                                                                    |                                                                                           | Thierry Thulliez                                                                          | Pascal Bary                                                                               | Écurie Niarchos                                                                           |                                                                                           |                                                                                           | 1:29.40                                                                                   |
| 2002  | Glia                                                                                      | France                                                                                    |                                                                                           | Thierry Thulliez                                                                          | Pascal Bary                                                                               | Écurie Niarchos                                                                           |                                                                                           |                                                                                           | 1:27.30                                                                                   |
| 2001  | Stunning                                                                                  | France                                                                                    |                                                                                           | Olivier Doleuze                                                                           | Criquette Head                                                                            | Robert Clay                                                                               |                                                                                           |                                                                                           | 1:33.30                                                                                   |
| 2000  | Peony                                                                                     | France                                                                                    |                                                                                           | Cash Asmussen                                                                             | Dominique Sépulchre                                                                       | Madame John Moore                                                                         |                                                                                           |                                                                                           | 1:26.92                                                                                   |
| 1999  | Blue Cloud                                                                                | France                                                                                    |                                                                                           | Olivier Peslier                                                                           | André Fabre                                                                               | Écurie Wildenstein                                                                        |                                                                                           |                                                                                           | 1:27.70                                                                                   |
| 1998  | Cortona                                                                                   | France                                                                                    |                                                                                           | Olivier Doleuze                                                                           | Criquette Head                                                                            | Gerry Oldham                                                                              |                                                                                           |                                                                                           | 1:36.00                                                                                   |
| 1997  | Pas de Réponse                                                                            | France                                                                                    |                                                                                           | Freddy Head                                                                               | Criquette Head                                                                            | Wertheimer et Frère                                                                       |                                                                                           |                                                                                           | 1:30.90                                                                                   |
| 1996  | Mahalia                                                                                   | France                                                                                    |                                                                                           | Freddy Head                                                                               | Criquette Head                                                                            | Gerry Oldham                                                                              |                                                                                           |                                                                                           | 1:17.96                                                                                   |
| 1995  | Macoumba                                                                                  | France                                                                                    |                                                                                           | Freddy Head                                                                               | Criquette Head                                                                            | Haras d'Etreham                                                                           |                                                                                           |                                                                                           | 1:20.51                                                                                   |
| 1994  | Coup de Génie                                                                             | France                                                                                    |                                                                                           | Cash Asmussen                                                                             | François Boutin                                                                           | Écurie Niarchos                                                                           |                                                                                           |                                                                                           | 1:32.30                                                                                   |
| 1993  | Wixon                                                                                     | France                                                                                    |                                                                                           | Cash Asmussen                                                                             | François Boutin                                                                           | Allen Paulson                                                                             |                                                                                           |                                                                                           | 1:31.90                                                                                   |
| 1992  | Kenbu                                                                                     | France                                                                                    |                                                                                           | Freddy Head                                                                               | François Boutin                                                                           | Tomohiro Wada                                                                             |                                                                                           |                                                                                           | 1:27.90                                                                                   |
| 1991  | The Perfect Life                                                                          | France                                                                                    |                                                                                           | Eric Saint-Martin                                                                         | Robert Collet                                                                             | Richard Strauss                                                                           |                                                                                           |                                                                                           | 1:25.70                                                                                   |
| 1990  | Cydalia                                                                                   | France                                                                                    |                                                                                           | Gérald Mossé                                                                              | François Boutin                                                                           | Écurie Skymarc                                                                            |                                                                                           |                                                                                           |                                                                                           |
| 1989  | Lightning Fire                                                                            | France                                                                                    |                                                                                           | Freddy Head                                                                               | François Boutin                                                                           | Écurie Niarchos                                                                           |                                                                                           |                                                                                           |                                                                                           |
| 1988  | Ravinella                                                                                 | France                                                                                    |                                                                                           | Gary W. Moore                                                                             | Criquette Head                                                                            | Ecurie Aland                                                                              |                                                                                           |                                                                                           | 1:30.80                                                                                   |
| 1987  | Miesque                                                                                   | France                                                                                    |                                                                                           | Freddy Head                                                                               | François Boutin                                                                           | Écurie Niarchos                                                                           |                                                                                           |                                                                                           | 1:33.40                                                                                   |
| 1986  | Or Vision                                                                                 | France                                                                                    |                                                                                           | Freddy Head                                                                               | François Boutin                                                                           | Écurie Niarchos                                                                           |                                                                                           |                                                                                           |                                                                                           |
| 1985  | Vilikaia                                                                                  | France                                                                                    |                                                                                           | Freddy Head                                                                               | Criquette Head                                                                            | Écurie Sangster                                                                           |                                                                                           |                                                                                           |                                                                                           |
| 1984  | L'Orangerie                                                                               | France                                                                                    |                                                                                           | Freddy Head                                                                               | Criquette Head                                                                            | Écurie Sangster                                                                           |                                                                                           |                                                                                           |                                                                                           |
| 1983  | Ma Biche                                                                                  | France                                                                                    |                                                                                           | Freddy Head                                                                               | Criquette Head                                                                            | Maktoum Al Maktoum                                                                        |                                                                                           |                                                                                           |                                                                                           |
| 1982  | Play It Safe                                                                              | France                                                                                    |                                                                                           | Lester Piggott                                                                            | François Boutin                                                                           | Diana Firestone                                                                           |                                                                                           |                                                                                           |                                                                                           |
| 1981  | Layalina                                                                                  | France                                                                                    |                                                                                           | Alfred Gibert                                                                             | Mitri Saliba                                                                              | Mahmoud Fustok                                                                            |                                                                                           |                                                                                           |                                                                                           |
| 1980  | Firyal                                                                                    | France                                                                                    |                                                                                           | Philippe Paquet                                                                           | François Boutin                                                                           | Écurie Niarchos                                                                           |                                                                                           |                                                                                           |                                                                                           |
| 1979  | Pitasia                                                                                   | France                                                                                    |                                                                                           | Alfred Gibert                                                                             | Aage Paus                                                                                 | Sir Douglas Clague                                                                        |                                                                                           |                                                                                           | 1:37.00                                                                                   |
| 1978  | Best Girl                                                                                 | France                                                                                    |                                                                                           |                                                                                           | T. Lallié                                                                                 | D.W. Molins                                                                               |                                                                                           |                                                                                           |                                                                                           |
| 1977  | Flota Armada                                                                              |                                                                                           |                                                                                           |                                                                                           |                                                                                           |                                                                                           |                                                                                           |                                                                                           |                                                                                           |
| 1976  | Guichet                                                                                   |                                                                                           |                                                                                           |                                                                                           |                                                                                           |                                                                                           |                                                                                           |                                                                                           |                                                                                           |
| 1975  | Girl Friend                                                                               |                                                                                           |                                                                                           |                                                                                           |                                                                                           |                                                                                           |                                                                                           |                                                                                           |                                                                                           |
| 1974  | Lianga                                                                                    | France                                                                                    |                                                                                           | Yves Saint Martin                                                                         | Albert Klimscha                                                                           | Écurie Wildenstein                                                                        |                                                                                           |                                                                                           |                                                                                           |
| 1973  | Libelinha                                                                                 |                                                                                           |                                                                                           |                                                                                           |                                                                                           |                                                                                           |                                                                                           |                                                                                           |                                                                                           |
| 1972  | Arosa                                                                                     |                                                                                           |                                                                                           |                                                                                           |                                                                                           |                                                                                           |                                                                                           |                                                                                           |                                                                                           |
| 1971  | Pomme Rose                                                                                |                                                                                           |                                                                                           |                                                                                           |                                                                                           |                                                                                           |                                                                                           |                                                                                           |                                                                                           |
| 1970  | Balsane                                                                                   |                                                                                           |                                                                                           |                                                                                           |                                                                                           |                                                                                           |                                                                                           |                                                                                           |                                                                                           |

## Vainqueurs notables
- Moonlight Cloud (2011) : Championne sprinteuse lauréate du Prix Jacques le Marois.
- Ervedya (2015) : Meilleure pouliche produite par Siyouni, lauréate de Poule d'Essai.
- Watch Me (2019) : Gagnante française de la Coronation Cup d'Ascot.